# Phoroncidia tricuspidata
Phoroncidia tricuspidata là một loài nhện trong họ Theridiidae.
Loài này thuộc chi Phoroncidia. Phoroncidia tricuspidata được John Blackwall miêu tả năm 1863.